# 本佐倉城

## 历史
在1455年，馬加胤持向千葉城進攻，並打败千叶氏。之後，他修建了這座城堡，並將自己的姓氏改為「千叶」。而他的家族與其盟友北条氏繼續管這座城堡及週邊地區。
期後，北条氏和千葉氏共同抵御敌对氏族的威脅，北条氏為這城堡進行加固工程，而千葉氏一直控制著城堡。直到1590年時小田原之戰時，北条氏戰敗則而致軍事力量下降。於是當德川家遷至江戶時，城堡遭到遗弃。 但另一說法指，城堡是在土井利勝興建佐倉城時被遗弃的。

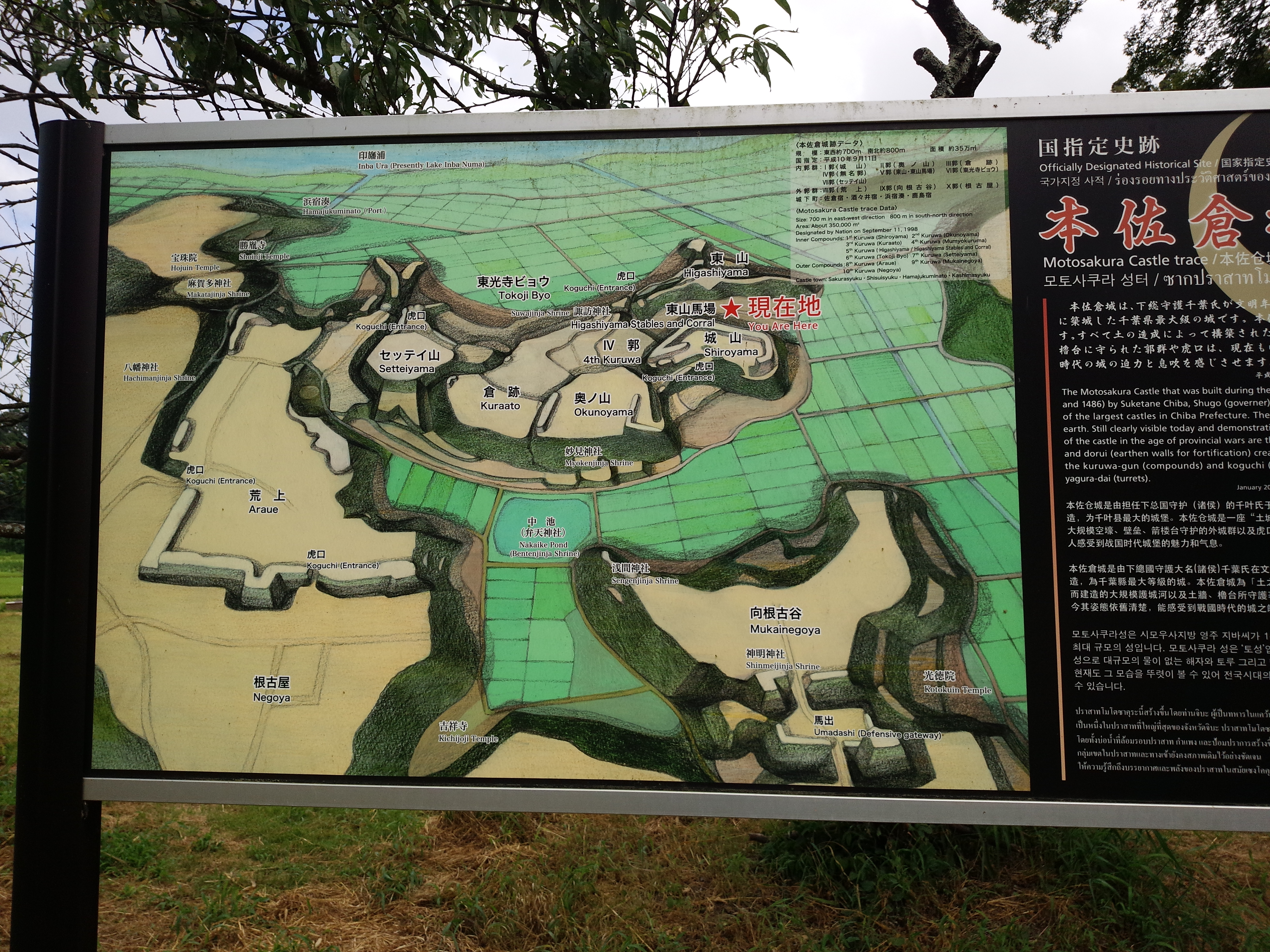
本佐倉城的地圖

## 現況
這座城堡現是已成為廢墟，及遺下了一些壕沟和土方工程。 在2017年，城堡被列入續日本100名城名單。

## 備註
1. ↑  . 酒々井町教育委員会 Official.   [10 August 2019]. （原始内容存档于2019-08-12） （日语）.
2. ↑  . Chiba Prefecture　official.   [10 August 2019]. （原始内容存档于2019-08-12） （日语）.
3. ↑  . 攻城団.   [25 July 2019]. （原始内容存档于2020-01-05） （日语）.
4. ↑  . 日本城郭協会.   [25 July 2019]. （原始内容存档于2019-12-02） （日语）.